# Mastigoproctus mexicanus
Espèce
Synonymes
- Thelyphonus mexicanus Butler, 1872

Mastigoproctus mexicanus est une espèce d'uropyges de la famille des Thelyphonidae.

## Distribution
Cette espèce est endémique du Mexique. Elle se rencontre vers l'Aguascalientes.

## Description
Les mâles mesurent jusqu'à 55,0 mm et les femelles jusqu'à 50,1 mm.

## Publication originale
- Butler, 1872 : A monograph of the genus Thelyphonus. Annals and Magazine of Natural History, sér. 4, vol. 10, p. 200–206 (texte intégral).